# Séraphine de Senlis

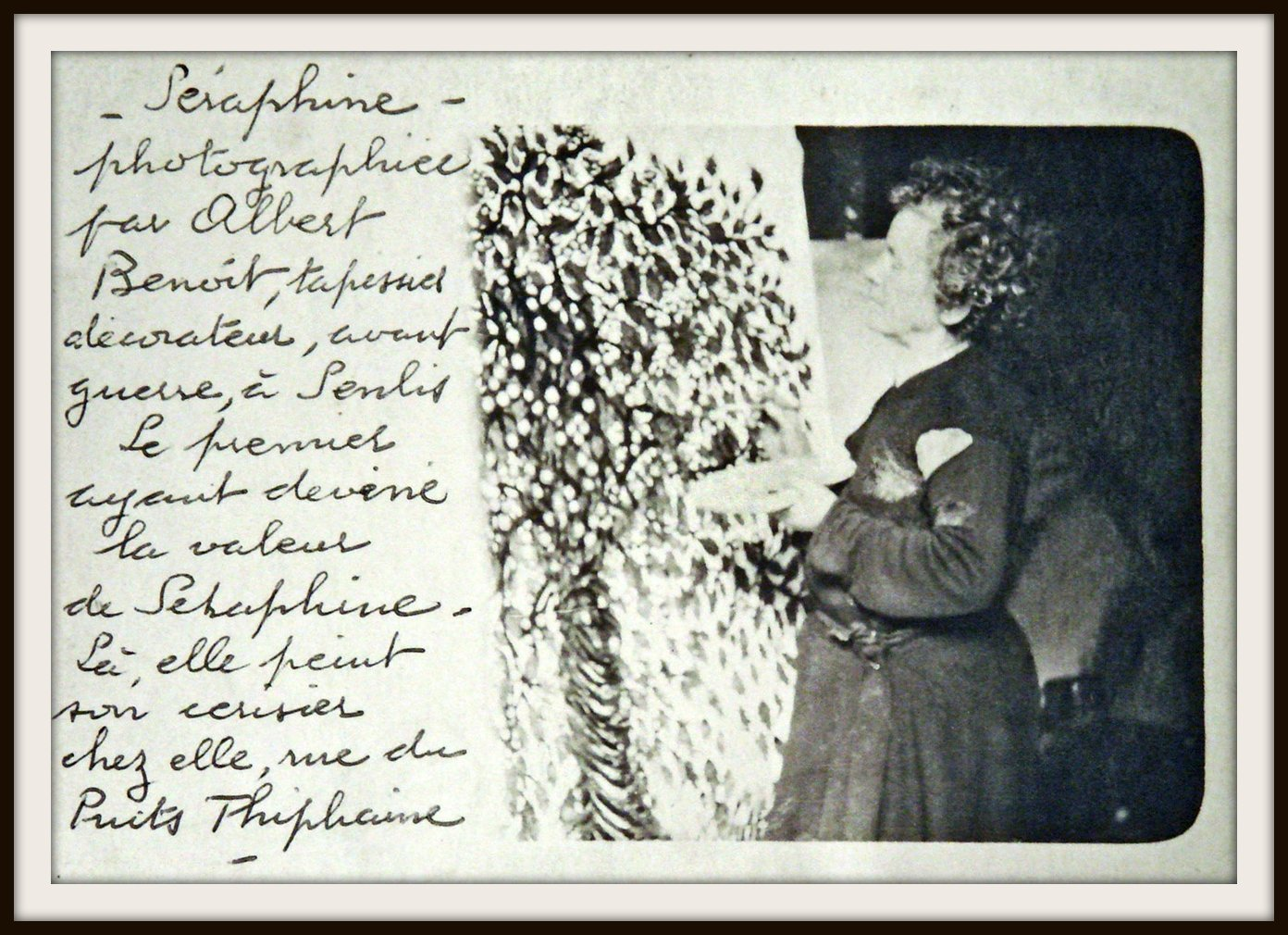
Séraphine de Senlis schildert een van haar werken, nu in het Musée Maillol

Séraphine Louis - bekend als Séraphine de Senlis - (Arsy, 1864 – Villers-sous-Erquery, 1942) was een Franse kunstschilderes die als autodidact door de kunstkenners is ingedeeld bij de naïeve kunstenaars - in het Frans art naïf -  en tot de art brut. 
De moeder van Séraphine overleed op haar eerste verjaardag, haar hertrouwde vader overleed toen Séraphine zeven jaar oud was. Eerst werkte ze als herderin, waarna zij in 1881 in dienst kwam als dienster bij de Zusters van de Voorzienigheid in Clermont (Oise). In 1901 trad zij als werkster in dienst bij een middenklassengezin te Senlis. 
Op 40-jarige leeftijd begon zij met schilderen in een stijl die door de kunstwereld naïeve wordt genoemd. Ze werd ontdekt door de van oorsprong Duitse kunstverzamelaar Wilhelm Uhde die haar steunde en haar werken na haar dood tentoon zou stellen. In 1932 werd Séraphine met een "chronische psychose" gedwongen opgenomen in een psychiatrisch ziekenhuis waar zij ophield met schilderen. In 1942 stierf zij de hongerdood tijdens de Duitse bezetting van Frankrijk.
Werken van Séraphine Louis zijn te zien in het Zander Collection in Keulen, het Musée Maillol te Parijs, het Musée d'art et d'archéologie de Senlis in Senlis, het Museum van Naïeve Kunst te Nice en het Musée d'Art moderne Lille Métropole te Villeneuve-d'Ascq.

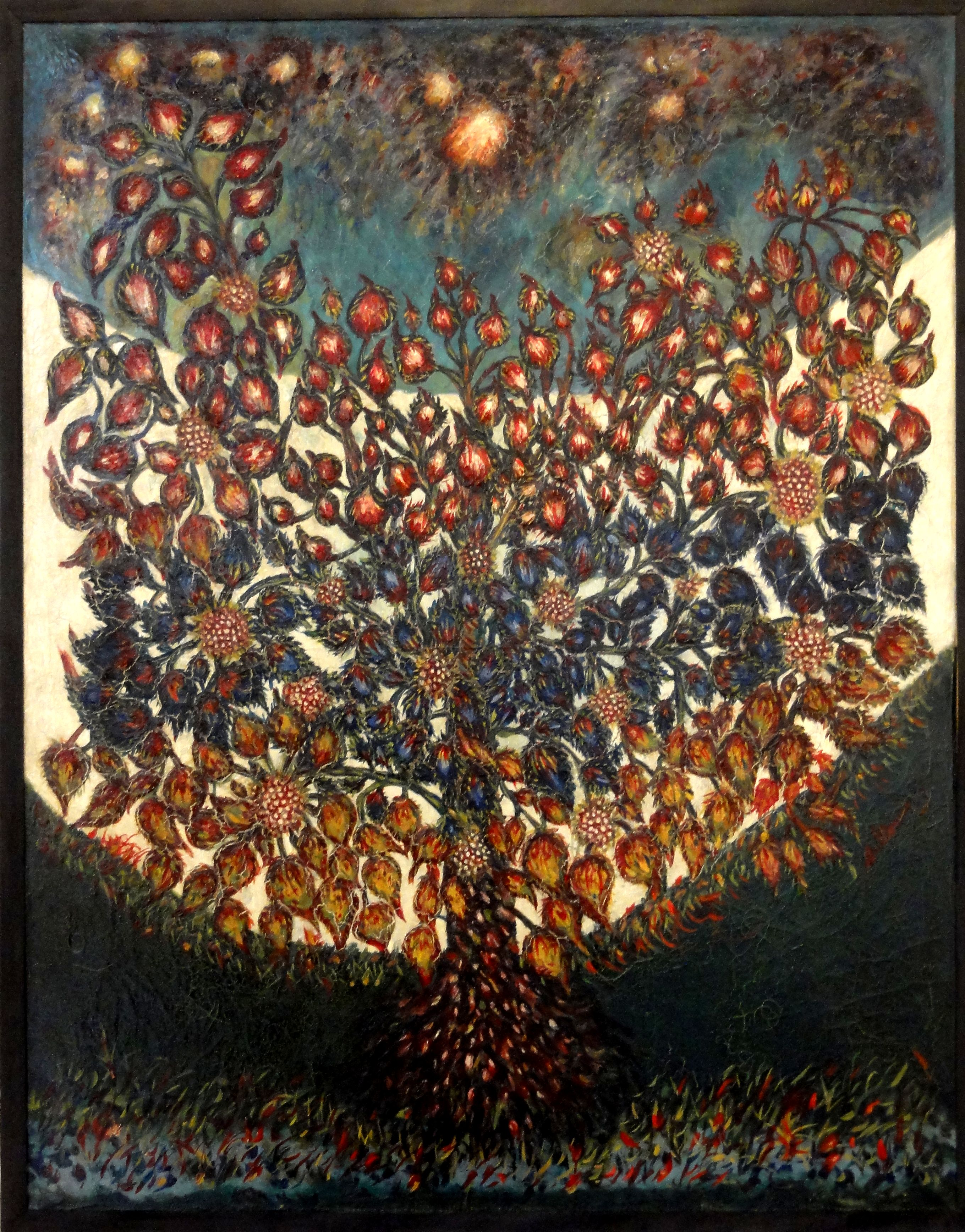
L'arbre de vie (1928).
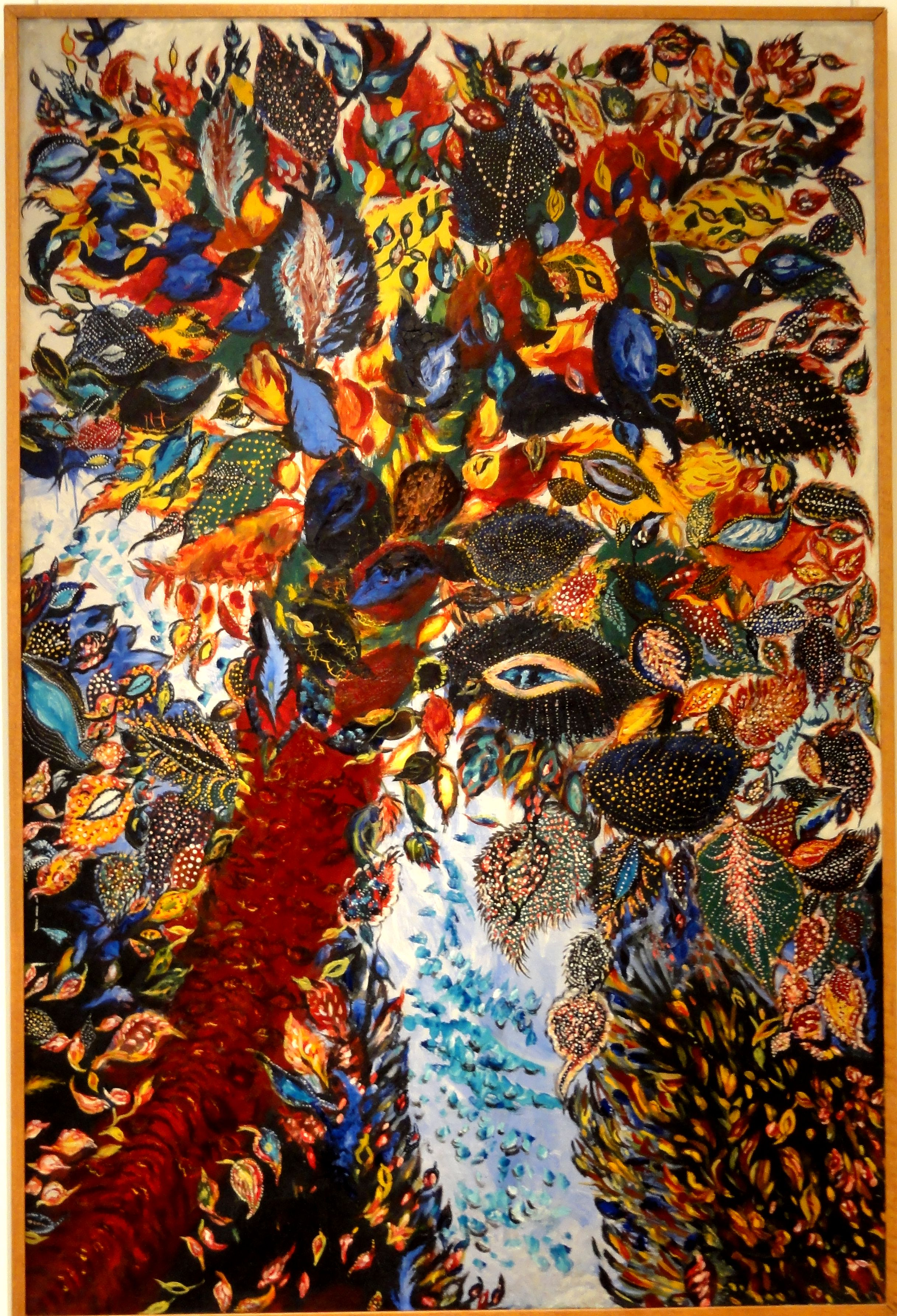
L'arbre de Paradis (1928-30).
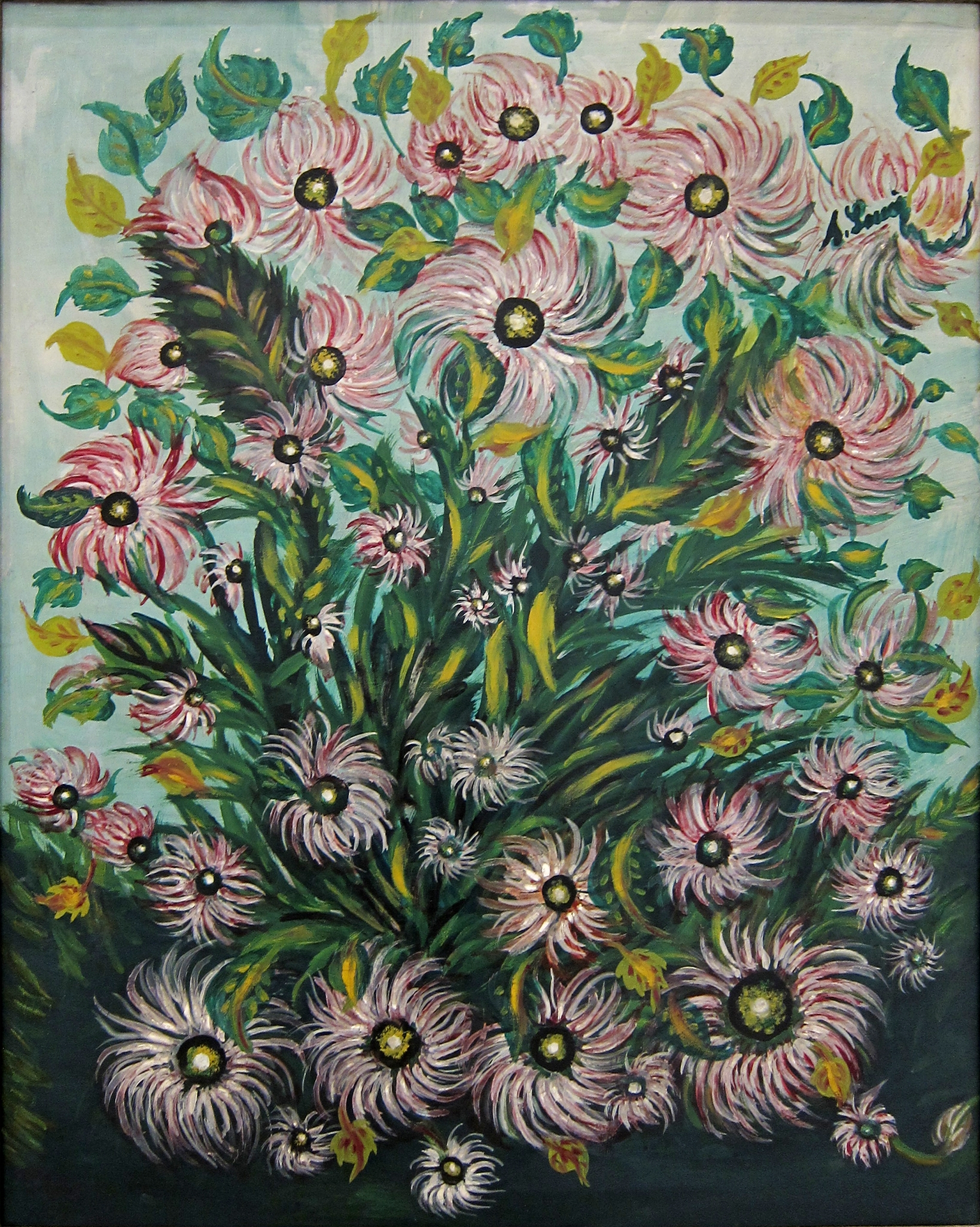
Bouquet de fleurs.
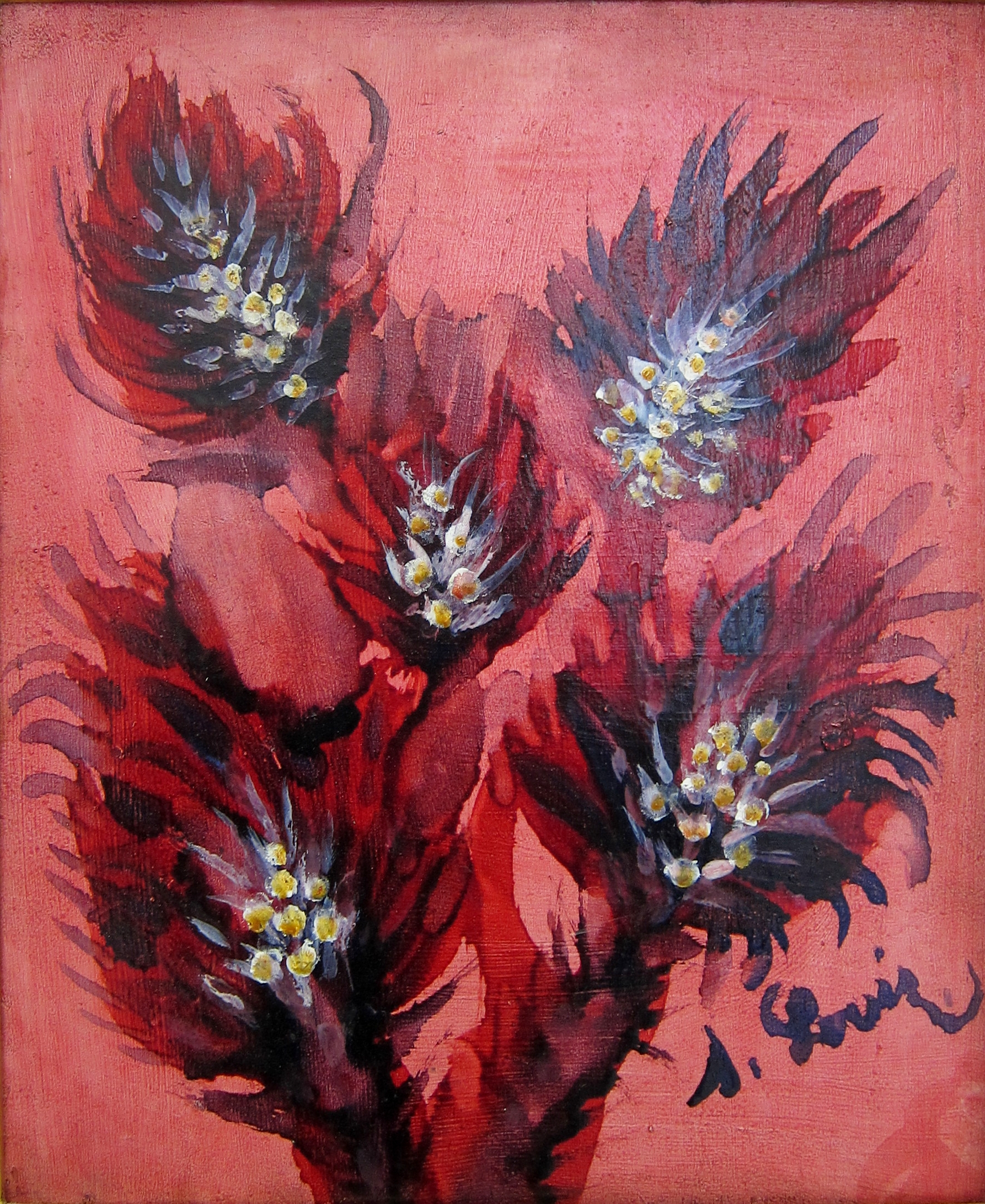
Bouquet de fleurs.

## Film
In 2008 werd haar levensverhaal verfilmd in de film Séraphine door Martin Provost met Yolande Moreau in de rol van Séraphine.

## Biografie
In 2009 verscheen haar biografie: Séraphine Louis 1864-1942 van Hans Körner / Manja Wilkens. Uitgever Reimer Frans/Duits talig. Tweede druk in 2015 met 72 kleurfoto's. ISBN 978-3-496-01547-5